# Fabien Calvo
Pour les articles homonymes, voir Calvo.
Fabien Calvo est un médecin et chercheur français en oncologie et en pharmacologie clinique. Il est professeur émérite de pharmacologie à l’université Paris-Diderot, chercheur associé au Centre de Recherches des Cordeliers à Paris (CRC).
Il est reconnu pour son expertise en oncologie et en pharmacologie clinique, avec un accent particulier sur le développement de nouvelles thérapies anticancéreuses et la médecine personnalisée.

## Carrière
Il est ancien médecin des Hôpitaux de Paris (PU-PH). Il a obtenu en 1990 un Doctorat d'État en Biologie Humaine de l'Université Paris 7.
Tout au long de sa carrière, Fabien Calvo a occupé des postes clés dans diverses institutions médicales et de recherche. Il a créé et dirigé le centre d’investigation clinique de l’Hopital Saint Louis et une unité de recherche de l’Inserm.
Il a été le directeur scientifique en charge de la recherche et de l’innovation de l’Institut national du cancer ,,,, de 2007 à 2014 et de l’Alliance Aviesan Cancer (regroupant Inserm, CNRS Universités et Hopitaux). Il a ainsi contribué à la structuration de la recherche dans le domaine du cancer avec la création des sites de recherche intégrés en cancérologie (SIRIC), des centres d’essais cliniques de phase précoce en cancérologie. Avec l’INCa, il a favorisé l’accès aux tests génomiques pour guider les traitements.
Il a également participé en partenariat avec le Canada, la Grande Bretagne et les Etats Unis, à la mise en place de collaborations internationales, visant à accélérer le développement de traitements innovants contre le cancer dans le cadre du Consortium International de génomique du cancer (ICGC) qu’il a animé de 2015 à 2017. De 2015 à 2019, il a été le directeur scientifique du consortium européen de recherche Cancer Core Europe, regroupant 7 centres de recherche et de soins européens (Cambridge, Amsterdam, Milan, Heidelberg, Stockholm, Barcelone et Gustave Roussy). Il participe depuis au conseil scientifique de la Fondation ARC pour la recherche sur le cancer, où il a initié de nouveaux programmes de recherche, sur les cancers rares, les cancers du pancréas et les cancers liés au vieillissement.

## Contributions scientifiques
Les travaux de Fabien Calvo se concentrent sur :
- Thérapies ciblées : Développement et évaluation de médicaments visant spécifiquement les cellules cancéreuses.
- Biomarqueurs : Identification de marqueurs biologiques pour prédire la réponse aux traitements.
- Pharmacologie clinique : Optimisation des protocoles thérapeutiques pour améliorer l'efficacité et réduire les effets secondaires des traitements anticancéreux.

Ses recherches ont été publiées dans de nombreuses revues scientifiques internationales, contribuant significativement à l'avancement des connaissances en oncologie.

## Publications
ICGC/TCGA Pan-Cancer Analysis of Whole Genomes Consortium. Pan-canceranalysis of whole genomes, Nature  578, 82–93 (2020).https://www.nature.com/articles/s41586-020-1969-6
Solary E, Abou-Zeid N, Calvo F. Ageing and cancer: a research gap to fill. Mol Oncol. 2022 Sep;16(18):3220-3237. doi: 10.1002/1878-0261.13222. Epub 2022 May 21. PMID: 35503718; PMCID: PMC9490141.
Tamborero D, Dienstmann R, Rachid MH, Boekel J, Baird R, Braña I, De Petris L, Yachnin J, Massard C, Opdam FL, Schlenk R, Vernieri C, Garralda E, Masucci M, Villalobos X, Chavarria E; Cancer Core Europe consortium; Calvo F, Fröhling S, Eggermont A, Apolone G, Voest EE, Caldas C, Tabernero J, Ernberg I, Rodon J, Lehtiö J. Support systems to guide clinical decision-making in precision oncology: The Cancer Core Europe Molecular Tumor Board Portal. Nat Med. 2020 Jul;26(7):992-994. doi: 10.1038/s41591-020-0969-2. PMID: 32632195.
Eggermont AMM, Apolone G, Baumann M, Caldas C, Celis JE, de Lorenzo F, Ernberg I, Ringborg U, Rowell J, Tabernero J, Voest E, Calvo F. Cancer Core Europe: A translational research infrastructure for a European mission on cancer. Mol Oncol. 2019 Mar;13(3):521-527. doi: 10.1002/1878-0261.12447. Epub 2019 Feb 2. PMID: 30657633; PMCID: PMC6396377.
AACR Project GENIE Consortium. AACR Project GENIE: Powering Precision Medicine through an International Consortium. Cancer Discov. 2017 Aug;7(8):818-831. https://doi.org/10.1158/2159-8290.CD-17-0151
Clinical Cancer Genome Task Team of the Global Alliance for Genomics and Health; Lawler M, Haussler D, Siu LL, Haendel MA, McMurry JA, Knoppers BM, Chanock SJ, Calvo F, The BT, Walia G, Banks I, Yu PP, Staudt LM, Sawyers CL. Sharing Clinical and Genomic Data on Cancer - The Need for Global Solutions. N Engl J Med. 2017 May 25;376(21):2006-2009. doi: 10.1056/NEJMp1612254. PMID: 28538124.
Nowak F, Soria JC, Calvo F. Tumour molecular profiling for deciding therapy-the French initiative. Nat Rev Clin Oncol. 2012 Jul 10;9(8):479-86. doi: 10.1038/nrclinonc.2012.42. PMID: 22777058.
Guichard C, Amaddeo G, Imbeaud S, Ladeiro Y, Pelletier L, Maad IB, Calderaro J, Bioulac-Sage P, Letexier M, Degos F, Clément B, Balabaud C, Chevet E, Laurent A, Couchy G, Letouzé E, Calvo F, Zucman-Rossi J. Integrated analysis of somatic mutations and focal copy-number changes identifies key genes and pathways in hepatocellular carcinoma. Nat Genet. 2012 May 6;44(6):694-8. doi: 10.1038/ng.2256. PMID: 22561517; PMCID: PMC3819251.
Kérob D, Porcher R, Vérola O, Dalle S, Maubec E, Aubin F, D'Incan M, Bodokh I, Boulinguez S, Madelaine-Chambrin I, Mathieu-Boue A, Servant JM, de Kerviler E, Janin A, Calvo F, Pedeutour F, Lebbe C. Imatinib mesylate as a preoperative therapy in dermatofibrosarcoma: results of a multicenter phase II study on 25 patients. Clin Cancer Res. 2010 Jun 15;16(12):3288-95. doi: 10.1158/1078-0432.CCR-09-3401. Epub 2010 May 3. PMID: 20439456.
The International Cancer Genome Consortium. International network of cancer genome projects. Nature 464, 993–998 (2010). https://doi.org/10.1038/nature08987